# Ordenonósne
Ordenonósne (en (ucraïnès) Орденоносне, en rus: Орденоносное) és un poble de la República Autònoma de Crimea a Ucraïna, que el 2014 tenia 84 habitants. Pertany al districte rural de Djankoi. Fins al 1948 la vila es deia Adjai-Kat.